# 난쑹
난쑹(중국어: 南松, 1997년 6월 21일 ~ )은 중국의 축구 선수이며, 한국계 중국인이다. 2023년 현재 중국 갑급 리그의 쓰촨 쥬뉴 소속이다. 2018 시즌에 부천 FC 선수단에 등록이 되었으며, 등록명이 남송으로 결정되었다.

## 선수 생활

### 프로팀 경력
2016년 여름 이적시장을 통해 K리그 챌린지의 부천 FC 1995에 입단했다. 2017 시즌을 앞두고 중국 슈퍼리그의 충칭 당다이 리판에 1년 임대되었다.
2017년 3월 5일 옌볜 푸더전에서 프로무대에 데뷔했다. 4월 14일 구이저우 헝펑전에서 데뷔골을 기록했다.
2018시즌을 앞두고 부천 FC 1995에 복귀했다. 2018년 4월 4일 부산 아이파크와의 FA컵 경기에서 데뷔전을 치렀다. 2018년 10월 27일 수원 FC와의 경기에서 선발 출장하며 K리그 데뷔전을 가졌다.

### 국가대표 경력
2018년 AFC U-23 챔피언십에 중국 국가대표로 참여했다.